# Danielle de Niese
Danielle de Niese, née le 11 avril 1979 à Melbourne en Australie, est une chanteuse soprano et actrice. Depuis fin 2009, date de son mariage avec Gus Christie, directeur du Festival de Glyndebourne, elle réside en Angleterre.
En 2015, elle devient mère pour la première fois. En 2023, elle se retire de Glyndebourne.

## Discographie
- Handel Arias (2008).
- The Mozart Album (2009).
- Diva (2010) - sorti au Royaume-Uni le 12 juillet 2010[3] et aux États-Unis le 3 août 2010[4].
- Beauty of the Baroque (2011), avec Andreas Scholl, The English Concert sous la direction de Harry Bicket.
- L'incoronazione di Poppea, enregistré en 2010 avec Philippe Jaroussky, sous la direction de William Christie, enregistré au Teatro Real de Madrid. Le DVD est sorti en avril 2012 chez Virgin Classics[5].
- The Enchanted Island (2012), au Metropolitan Opera de New York sous la direction de William Christie.